# Ahmad Masoumifar
Ahmad Masoumifar (persiska: احمد معصومی‌فر) född 21 mars 1961, är en iransk karriärdiplomat och 2020 Irans ambassadör i Sverige. Han var tidigare generaldirektör för ekonomiska frågor vid utrikesministeriet och sekreterare i Irans samordningskommitté för utrikesekonomiska relationer.
Masoumifar studerade vid Teherans universitet och har en magisterexamen i utvecklingsekonomi och en doktorsexamen i företagsekonomi. Masoumifar anställdes i utrikesministeriet 1986.
Han har varit Irans generalkonsul i Shanghai, chargé d'affaires i Kuala Lumpur, ambassadör i Sydkorea och för närvarande ambassadör i Sverige.